# غرفة في تل أبيب
غرفة في تل أبيب هي مجموعة قصصية للكاتب الفلسطيني راجي بطحيش. صدرت عن المؤسسة العربية للدراسات والنشر في بيروت عام 2007. هي العمل الخامس للكاتب الفلسطيني راجي بطحيش.

## عن المجموعة
تتكون المجموعة من أربعة أجزاء:
- الجزء الأول : جاء بعنوان "عن البلاد والفنادق" وهو مجموعة من سبع قصص تدور حول سبعة أشخاص فلسطينيين يجدون أنفسهم في فنادق و مدن مختلفة في فلسطين والعالم أثناء الحرب على لبنان عام 2006.

- الجزء الثاني : جاء بعنوان "إخوتي" وهو عبارة عن قصة طويلة من نوعية النوفيل عن بنت نصراوية كانت قد ماتت بعد ولادتها بعامين، وهي تسرد من خلال القصة سيرة إخوتها بعد مماتها على مدار ستين عاماً.
- الجزء الثالث : جاء بعنوان "قصيرة" وهو مجموعة من القصص القصيرة جدا والتي تستمد سخريتها بالأساس من تأثير الإعلام المرئي والاستهلاك على حياة البشر وعن السعي القاتل للأفراد نحو حياة برجوازية في زمن انسحاب الأيديولوجيات العلمانية.
- الجزء الرابع : يتكون من مجموعة قصص على نسق كليلة ودمنة ولكن بلسان الحشرات الدقيقة جدا والكلاب. أهم قصة فيه هي "المحكمة الملغاة"، حيث تدور أحداثها حول محكمة عقدت بشكل طارئ لإنهاء الخلاف بين الكلبين السائبين في شوارع المدينة على الذراع الذكورية التي وجدت في حاوية الزبالة، وقد حكم القاضي بأن يتقاسم الكلبان الذراع بالتساوي وحسب الوزن الصافي الذي لا يشمل العظام، وكانت هذه آخر مرة تعقد فيها مثل تلك النوعية من المحاكم حيث انتفت الحاجة لها من الأساس لأن الجثث كانت قد تكدست في الشوارع بكثرة، حتى أن الكثير منها كان قد نُسِيَ تحت الأنقاض لأسابيع طويلة مما شكل عبئا جسديا مضاعفا على الكلاب السائبة لاستخراجها من هناك.[4][5]